# Пятнистый этапкус
Пятнистый этапкус (лат. Aetapcus maculatus) — вид лучепёрых рыб семейства австралийских вельветок (Pataecidae). Единственный представитель рода этапкусов (Aetapcus). Распространены в умеренных водах у побережья Австралии. Донные хищные рыбы. Максимальная длина тела 22 см.

## Описание
Тело удлинённое, сжатое с боков, в передней части высота тела составляет 32—49 % от стандартной длины тела; сужается к маленькому хвостовому стеблю. Голова большая, её длина составляет 38—50 % от длины тела, передний профиль рыла почти вертикальный. Глаза среднего размера, их диаметр равен 9—13 % длины головы, расположены на верху головы. Рот косой, длина верхней челюсти составляет 36—41 % длины головы. Зубы мелкие, расположены одной полосой на каждой челюсти. На верхней части жаберной крышки есть два низких косых гребня, на голове шипов нет. Чешуя отсутствует. Тело и плавники у взрослых особей покрыты небольшими мясистыми бугорками и бородавчатыми структурами. Боковая линия слабо выражена, тянется от верхнего края жаберной щели до хвостового стебля, состоит из 8—20 нечётких мельчайших пор.

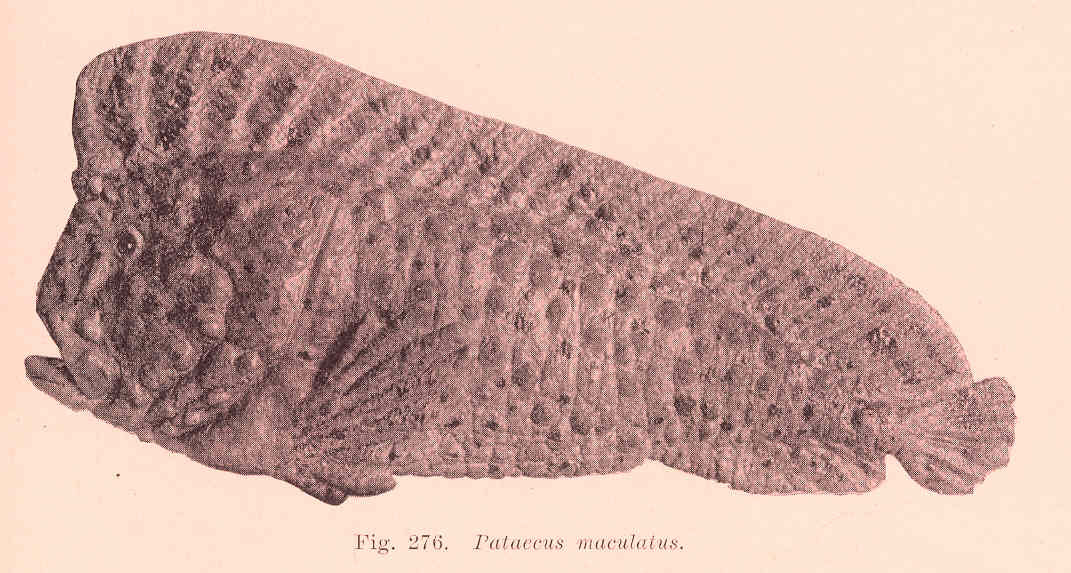

Длинный спинной плавник с 18—22 жёсткими и 12—13 мягкими лучами начинается на голове перед глазами и тянется до хвостового стебля, в расправленном виде напоминает парус. Соединяется с хвостовым плавником. В низком анальном плавнике 4—9 жёстких и 3—5 мягких лучей. Грудные плавники большие с 8 мягкими утолщёнными лучами, расположены низко на теле, их окончания доходят до анального отверстия, на заднем крае есть выемки. Лучи всех плавников неветвистые, мембраны между лучами плавников толстые и мясистые. Брюшные плавники отсутствуют. Хвостовой плавник маленький с изогнутым задним краем.
Окраска очень разнообразная. Тело обычно грязно-жёлтого, серовато-коричневого или оранжево-красного цвета. По бокам тела и на голове разбросаны небольшие пятна и точки более тёмного цвета. Пятна на спинном и хвостовом плавниках крупнее, особенно у основания плавников.
Максимальная длина тела 21—22 см.

## Биология
Пятнистые этапкусы — донные хищные рыбы. Благодаря своему камуфляжному виду и окраске малозаметны, что позволяет им нападать на жертву с близкого расстояния. Питаются в основном ракообразными. Ведут малоподвижный оседлый образ жизни. По мере роста особи периодически сбрасывают кожу. Это предотвращает накопление на коже обрастаний, таких как водоросли и беспозвоночные. Обновление кожи происходит каждые несколько недель. В это время кожа становится почти прозрачной, а между телом рыбы и кожей появляется вода. После окончательного отслоения кожи, вода выбрасывается через жабры, а рыба движением назад как бы выползает из старой кожи. Сброшенная кожа почти не повреждена, и её силуэт напоминает призрак живой особи. 
При беспокойстве пятнистые этапкусы могут выпускать ядовитую жидкость в виде своеобразного облака.
Как и остальные представители семейства, пятнистые этапкусы обладают уникальным защитным приспособлением в виде выроста слёзной кости. Этот вырост в форме сабли в обычном состоянии направлен книзу. При опасности выбрасывается в сторону и фиксируется в этом положении с помощью своеобразного запирающего костного механизма.

## Ареал и места обитания
Распространены в умеренных водах у побережья юга Австралии от штата Виктория и северной и восточной Тасмании до юго-западной Австралии (город Ланцелин).
Обитают в защищённых заливах и бухтах среди рифов на глубине от 1 до 45 м. Обычно ассоциируются с губками, но встречаются и среди морских водорослей. Ведут оседлый образ жизни.